# Karin
Karin (かりん) là một loạt manga được vẽ và viết bởi Kagesaki Yuna. Loạt manga này đã đăng trên tạp chí truyện tranh dành cho shōnen là Monthly Dragon Age từ tháng 10 năm 2003 đến tháng 2 năm 2008. Kadokawa Shoten đã tập hợp các mẫu truyện và xuất bản thành 14 tập tankōbon. Cốt truyện xoay quanh một cô bé vampire thay vì đi hút máu người khác thì cơ thể cô lại tự tạo ra máu quá nhiều khiến cô hay bị chảy máu mũi. Nhà xuất bản Kim Đồng đã đăng ký bản quyền xuất bản tại Việt nam với tên bản quyền hiện tại là tên gốc.
Tác phẩm đã được chuyển thể thành các loại hình truyền thông khác như light novel, drama CD, anime... Kai Tohru bắt đầu viết một bộ light novel với sự minh họa của Kagesaki dựa trên loạt manga vào năm 2003. Chuyển thể anime đã được J.C.Staff thực hiện với đạo diễn là Kimura Shinichiro, 24 tập đã phát sóng tại Nhật Bản trên kênh WOWOW từ ngày 3 tháng 11 năm 2005 đến ngày 11 tháng 5 năm 2006.

## Tổng quan

### Sơ lược cốt truyện
Karin Maaka là con giữa trong một gia đình ma cà rồng đã di cư đến Nhật Bản hai thế kỷ trước đó.  Không giống như những người khác trong gia đình, Karin không hút máu, cô tạo ra nó.  Do đó, cô buộc phải cắn người khác để trục xuất thêm máu, kẻo cô bị chảy máu mũi quá mức.  Cô cũng không có những đặc điểm ma cà rồng bình thường, và thay vào đó, cô sống cuộc sống của mình giống như một cô gái tuổi teen bình thường.  Cô ấy có thể ra ngoài vào ban ngày, học trung học và theo mô hình giấc ngủ của người bình thường.  Tuy nhiên, sự yên bình chung của cuộc đời cô bị phá vỡ với sự xuất hiện của một sinh viên chuyển trường mới, Kenta Usui.
Bất cứ khi nào cô đến gần anh ấy, máu của cô ấy tăng lên.  Lúc đầu, cô cố gắng tránh anh nhưng họ học cùng lớp và làm việc trong cùng một nhà hàng.  Kenta bắt đầu nghĩ rằng có điều gì đó đáng nghi về Karin và cuối cùng anh ta học được bí mật của cô.  Ren, anh trai của Karin, Ren cố xóa trí nhớ nhưng Anju, em gái của Karin, ngăn anh ta làm vậy.  Cô thuyết phục bố mẹ Henry và Calera biến Kenta thành đồng minh của họ, bởi vì anh ta có thể giúp Karin vào ban ngày.  Karin và Kenta trở thành bạn bè, và khi họ dành nhiều thời gian hơn cho nhau, yêu nhau, mặc dù họ chậm thừa nhận tình cảm của mình với nhau.
Yuriya Tachibana, một con lai ma cà rồng người, di chuyển đến khu vực theo yêu cầu của chú ma cà rồng của cô, Glark.  Tình cờ, Yuriya có được một công việc tại cùng một nhà hàng nơi Karin và Kenta làm việc.  Vì con lai là vô trùng, Tachibana không chấp nhận mối quan hệ của Karin và Kenta, cảm thấy bất kỳ đứa trẻ nào họ sẽ không hạnh phúc như cô.  Mặc dù vậy, Karin thích Tachibana và coi cô là bạn.  Mặt khác, bà ngoại của Karin, Elda ghét con lai, như một mối nguy hiểm phản bội đối với ma cà rồng.  Karin giải cứu Yuriya khỏi bà của mình.  Karin không biết rằng Tachibana thực sự ở đó để giúp chú của cô và gia tộc Brownlick theo dõi cô.  Sau khi một mũi khác chảy máu khiến Karin hôn mê trong vài ngày, gia đình Karin yêu cầu Kenta tránh xa cô, nhưng hai người yêu nhau không thể đứng xa nhau và cuối cùng tái hợp và trở thành một cặp.  Ngay sau khi họ chia sẻ nụ hôn đầu tiên của mình, Tachibana giúp Glark và Bridget Brownlick bắt cóc Karin và đưa cô ấy đến khu nhà Brownlick.  Nó được tiết lộ rằng Karin là một "tâm lý", một ma cà rồng mang máu có thể mang lại sự sống cho các ma cà rồng khác và chữa lành sự vô sinh hiện đang làm khổ tất cả ma cà rồng.  Tuy nhiên, khi làm như vậy, ma cà rồng trong lịch sử đã tham lam và làm cạn kiệt tâm lý, giết chết cô như một sự hy sinh.  Tâm lý đầu tiên, Sophia, tiết lộ mình với Kenta nhưng không ai có thể nhìn thấy trong khi giúp Kenta tìm Karin.
Cha của Karin, Henry, anh trai cô, và Kenta đi giải cứu Karin.  Trong khi đó, Tachibana kinh hoàng khi biết rằng Karin sẽ không chỉ bị giết mà còn bị hãm hiếp cho đến khi cô có một đứa con để tạo ra một tâm lý mới để thay thế cô.  Cô xin lỗi Karin vì đã từ chối mối quan hệ của Kenta và làm tổn thương Karin, và giúp cô trốn thoát ngay khi Kenta đến với Ren.  Trong khi Ren chăm sóc ma cà rồng, Bridget, giam giữ Karin, Henry chiến đấu với Glark và Brownlicks, được mẹ của anh Elda tin tưởng.  Kenta, Karin và Tachibana trốn thoát, nhưng Tachibana rời khỏi họ để đảm bảo rằng chú của cô sẽ không bị bắt gặp dưới ánh mặt trời.
Sau đó được tiết lộ rằng Karin đã chia sẻ ý thức với Sophia, người đã đưa ra tình trạng của Karin và giúp Kenta giải cứu Karin.  Karin đã ngừng sản xuất máu dư thừa (và hoàn toàn là ma cà rồng) sau khi Sophia chuyển từ Karin sang Kenta trong lần cắn cuối cùng.  Gia đình Karin buồn bã xóa hết ký ức của cô về họ, để cô có thể sống như một người bình thường với Kenta, trong khi họ lặng lẽ dõi theo cô.  Họ đã chuẩn bị để làm như vậy trong hơn bốn năm, và quá trình thành công;  tuy nhiên họ không thể xóa ký ức của Kenta mà không cần anh ta trở lại một đứa trẻ 4 tuổi để anh ta phải giữ bí mật với Karin, người mà anh ta kết hôn ngay sau đó.  Cuối truyện, Karin và Kenta có một cô con gái tên Kanon, người tái sinh Sophia;  Em gái của Karin, Anju tiếp tục dõi theo hạnh phúc của em gái mình.

### Nhân vật

#### Chính
Maaka Karin (真紅 果林, まあか かりん)
Lồng tiếng bởi: Yahagi Sayuri
Usui Kenta (雨水 健太, うすい けんた)
Lồng tiếng bởi: Konishi Katsuyuki

#### Gia đình Karin
Henry Marker (ヘンリー・マーカー)
Lồng tiếng bởi: Matsumoto Hiroshi
Calera Marker (カレラ・マーカー)
Lồng tiếng bởi: Shinohara Emi
Maaka Ren (真紅 煉, まあか れん)
Lồng tiếng bởi: Suwabe Junichi
Maaka Anju (真紅 杏樹, まあか あんじゅ)
Lồng tiếng bởi: Inokuchi Yuka
Boogie-kun (ブギーくん)
Lồng tiếng bởi: Nojima Hirofumi
Joanna (ジョアンナ)
Elda Marker (エルダ・マーカー)
Lồng tiếng bởi: Shiratori Yuri
James Marker (ジェイムス・マーカー)
Elga Marker (エルガ・マーカー)
Frederick Marker (フリードリヒ・マーカー)

#### Gia tộc Marker
Cecila Armash (セシリア・アルマーシュ)
Daniel Armash (ダニエル・アルマーシュ)
Edward (エドワード・エドウズ)

#### Gia đình Kenta
Usui Fumio (雨水 文緒, うすい ふみお)
Lồng tiếng bởi: Hisakawa Aya
Usui Kaon (雨水 歌音, うすい かのん)

#### Gia tộc Usui
Iizuka Shusei (飯塚 修成, いいづか しゅうせい)
Fumio no haha (文緒の母)
Yonehara (米原, よねはら)

#### Có liên hệ với Karin và Kenta
Tokitō Maki (時任 麻希, ときとう まき)
Lồng tiếng bởi: Takahashi Mikako
Naitō Fukumi (内藤 福美, ないとう ふくみ)
Lồng tiếng bởi: Gibu Yuko
Kikuchi Yūji (菊地 悠司, きくち ゆうじ)
Winner Sinclair (ウィナー・シンクレア)
Lồng tiếng bởi: Miyata Kouki
Tenchō (店長)
Lồng tiếng bởi: Nojima Hirofumi
Shirai (白井, しらい)
Ike (池, いけ)
Teranishi Yuika (寺西 唯香, てらにし ゆいか)
Koibuchi Suguru (鯉淵克, こいぶち　すぐる)
Serahiro Mitsu (瀬良 洋光, せら ひろみつ)
Fujitani Hinata (藤谷 日向, ふじたに ひなた)
Victor Sinclair (ヴィクター・シンクレア)
Lồng tiếng bởi: Chou Katsumi
Alfred Sinclair (アルフレッド・シンクレア)
Lồng tiếng bởi: Sugita Tomokazu

#### Vampire
Glark (グラーク)
Estleman (エスルマン)
Bridget Brownlick (ブリジット・ブラウンリック)
Rei (玲, れい)

#### Lai giữa vampire - con người
Tachibana Yuriya (橘 友里耶, たちばな ゆりや)
Pistis Sophia (ピスティス・ソフィア)

#### Light novel
Jūmonji Yōichirō (十文字 燿一郎, じゅうもんじ よういちろう)
Orisaka China (折坂 千奈, おりさか ちな)
Matsumi Yakira (松宮 雲英, まつみや きら)
Tachikake Shougo (太刀掛 省吾, たちかけ しょうご)
Oosaki Mayumi (大崎 まゆみ, おおさき まゆみ)
Seki Shouko (関 翔子, せき しょうこ)
Kijima Hidemi (木島 秀実, きじま ひでみ)
Ōgimachi Ayawa (扇町 彩羽, おうぎまち あやは)
Kirioka Shinobu (霧丘 忍, きりおか しのぶ)
James Edwards (ジェイク・ヘンリー・エドワーズ)
Tamami (珠美, たまみ)
Katsuragi Ritsu (葛城 律, かつらぎ りつ)
Noel Ambrose (ノエル・アンブローズ)
Hirakawa Touko (平川 統子, ひらかわ とうこ)

## Truyền thông

### Manga
Loạt manga được thực hiện bởi Kagesaki Yuna, nó đã đăng trên tạp chí truyện tranh dành cho shōnen là Monthly Dragon Age từ tháng 10 năm 2003 đến tháng 2 năm 2008. Sau đó Kadokawa Shoten đã tập hợp các mẫu truyện lại thành thành 14 tankōbon và phát hành từ ngày 01 tháng 10 năm 2003 đến ngày 01 tháng 4 năm 2008. Một mẫu truyện ngắn thêm có tên Karin Gaiden Nishi no Mori no Vampire (かりん外伝西の森のヴァンパイア) đã được Kagesaki thực hiện và đăng trên tạp chí Monthly Dragon Age vào tháng 6 năm 2008.
Nhà xuất bản Kim Đồng đã đăng ký bản quyền xuất bản tại Việt nam với tên bản quyền hiện tại là tên gốc. Năm 2005, Tokyopop đã mua bản quyền phát hành phiên bản tiếng Anh của cả loạt manga tại thị trường Bắc Mỹ sau đó chuyển cho Viz Media, Pika Édition đã đăng ký tại Pháp, Planeta DeAgostini Comics Italia đăng ký tại Ý, Carlsen Comics đăng ký tại Đức, Waneko đăng ký tại Ba Lan và Ever Glory Publishing đăng ký tại Đài Loan.

### Light novel
Bộ light novel có tựa Karin Zōketsuki (かりん増血記) được viết bởi Kai Tohru và minh họa bởi Kagesaki Yuna. Fujimi Shobo đã tiến hành phát hành bộ tiểu thuyết này với tập đầu tiên xuất bản vào ngày 10 tháng 12 năm 2003. Karin Zōketsuki liên kết rất chặt chẽ với manga, mỗi tập được viết thường liên kết với các tập manga tương ứng. Ví dụ như tập tiểu thuyết đầu là kết nối giữa tập một và tập hai của manga, và tập bốn của manga có đề cập đến các nhân vật xuất hiện trong tập một của tiểu thuyết. Đến tháng 4 năm 2008 đã có 9 tập được xuất bản. Tokyopop đã mua bản quyền phát hành phiên bản tiếng Anh của bộ light novel.

### Drama CD
Một đĩa drama CD đã được thực hiện và phát hành vào ngày 23 tháng 7 năm 2004 với hai phiên bản giới hạn và đ8a5c biệt. Phiên bản giới hạn có đính kèm thêm một CD chứa các đoạn drama mà phiên bản thường không có.
Một đĩa drama CD khác đã được thực hiện để phát hành như đĩa đính kèm với hộp BD/DVD thứ hai phiên bản đặc biệt của bộ anime.

### Anime
Chuyển thể anime đã được J.C.Staff thực hiện và đạo diễn bởi Kimura Shinichiro năm 2005. Với 24 tập đã phát sóng tại Nhật Bản trên kênh WOWOW từ ngày 3 tháng 11 năm 2005 đến ngày 11 tháng 5 năm 2006. Phiên bản tiếng Anh đã được đăng ký bản quyền bởi Geneon Entertainment. Tuy nhiên công ty đã ngừng hoạt động trước khi bộ anime được hoàn tất việc phát hành, ngày 03 tháng 7 năm 2008 Geneon Entertainment đã công bố Funimation trở thành nhà phân phối độc quyền tại thị trường Bắc Mỹ của một số tựa anime mà Geneon nắm giữ trong đó có Karin nhưng Geneon vẫn giữ bản quyền với các tựa anime này. Madman Entertainment thì đăng ký tại Úc và New Zealand còn Top-Insight International đăng ký tại Đài Loan.

### Khác
Một quyển sách có tên Karin Marugoto Hanaji Buukku(かりん まるごと鼻血ぶ～っく) (ISBN 978-4-0471-2439-4) đã được Kadokawa Shoten phát hành vào ngày 17 tháng 3 năm 2006 như một quyển sách giới thiệu tổng hợp dòng Karin. Phần đầu của quyển sách được minh họa bởi Kagesaki Yuna, phần hai chứa phần tổng quan về dòng Karin với nhiều chi tiết như một tấm bản đồ thành phố trong Karin, phần ba là tổng kết các câu hỏi và phần bốn là hình phác thảo của các nhân vật.

### Âm nhạc
Bộ anime có hai bài hát chủ đề, một mở đầu và một kết thúc. Bài hát mở đầu có tên Scarlet do BRACE;d trình bày, đĩa đơn chứa bài hát đã phát hành vào ngày 25 tháng 11 năm 2005. Bài hát kết thúc có tên Mouhitotsu no Birthday (もうひとつのバースディ) do Fm.θ trình bày, đĩa đơn chứa bài hát đã phát hành vào ngày 22 tháng 12 năm 2005. Album chứa các bản nhạc dùng trong bộ anime đã phát hành vào ngày 25 tháng 1 năm 2006, album này cũng có chứa các đoạn drama. Album chứa các bài hát do các nhân vật trình bày đã phát hành vào ngày 24 tháng 3 năm 2006 và album này cũng có chứa các đoạn drama.
| Scarlet          | Scarlet                    | Scarlet    |
| STT              | Nhan đề                    | Thời lượng |
| ---------------- | -------------------------- | ---------- |
| 1.               | "scarlet"                  | 4:28       |
| 2.               | "veil"                     | 5:23       |
| 3.               | "scarlet Original Karaoke" | 4:28       |
| 4.               | "veil Original Karaoke"    | 5:22       |
| Tổng thời lượng: | Tổng thời lượng:           | 19:41      |

| Mouhitotsu no Birthday (もうひとつのバースディ) | Mouhitotsu no Birthday (もうひとつのバースディ)                                        | Mouhitotsu no Birthday (もうひとつのバースディ) |
| STT                                             | Nhan đề                                                                                | Thời lượng                                      |
| ----------------------------------------------- | -------------------------------------------------------------------------------------- | ----------------------------------------------- |
| 1.                                              | "Mou Hitotsu no Birthday (もうひとつのバースディ)"                                     | 3:40                                            |
| 2.                                              | "Suki Dakara GA・BU・RI (スキだからGA・BU・RI)"                                        | 4:03                                            |
| 3.                                              | "Mou Hitotsu no Birthday Original Karaoke (もうひとつのバースディ オリジナルカラオケ)" | 3:40                                            |
| 4.                                              | "Suki Dakara GA・BU・RI Original Karaoke (スキだからGA・BU・RI オリジナルカラオケ)"    | 4:02                                            |
| Tổng thời lượng:                                | Tổng thời lượng:                                                                       | 15:25                                           |

| TV animetion Karin Soundtrack and Drama Album (TVアニメーション かりん Soundtrack & Drama Album) | TV animetion Karin Soundtrack and Drama Album (TVアニメーション かりん Soundtrack & Drama Album)        | TV animetion Karin Soundtrack and Drama Album (TVアニメーション かりん Soundtrack & Drama Album) |
| STT                                                                                              | Nhan đề                                                                                                 | Thời lượng                                                                                       |
| ------------------------------------------------------------------------------------------------ | --- | ------------------------------------------------------------------------------------------------ |
| 1.                                                                                               | "Shinku ka no Himitsu (真紅家の秘密)"                                                                   | 0:40                                                                                             |
| 2.                                                                                               | "scarlet (TV size version)"                                                                             | 1:36                                                                                             |
| 3.                                                                                               | "Ittekimasu! (行ってきまーす!)"                                                                         | 1:54                                                                                             |
| 4.                                                                                               | "Yukai na Gakuen Seikatsu (愉快な学園生活)"                                                             | 1:34                                                                                             |
| 5.                                                                                               | "Asamare to no Yuujou (麻希との友情)"                                                                   | 1:51                                                                                             |
| 6.                                                                                               | "Original Drama #1 "Ressha ni Yura Rete Hazukashii" (オリジナルドラマ #1 「列車に揺られて恥ずかしい」)" | 5:06                                                                                             |
| 7.                                                                                               | "Koi no Yokan (恋の予感)"                                                                               | 2:17                                                                                             |
| 8.                                                                                               | "Okashina 2 nin (おかしな2人)"                                                                          | 1:45                                                                                             |
| 9.                                                                                               | "Ikoka Modoroka (いこかもどろか)"                                                                       | 1:44                                                                                             |
| 10.                                                                                              | "Doushiyou (どうしよう)"                                                                                | 1:53                                                                                             |
| 11.                                                                                              | "Shinku ka no Bansan (真紅家の晩餐)"                                                                    | 2:16                                                                                             |
| 12.                                                                                              | "Original Drama #2 "Pinpon Atsuku te Hazukashii" (オリジナルドラマ #2 「ピンポン熱くて恥ずかしい」)"    | 7:55                                                                                             |
| 13.                                                                                              | "Anju no Oheya he Youkoso (杏樹のお部屋へようこそ)"                                                     | 1:37                                                                                             |
| 14.                                                                                              | "Mayonaka no Senritsu (真夜中の旋律)"                                                                   | 1:45                                                                                             |
| 15.                                                                                              | "Bakuhatsu! Kibun Soukai (爆発!気分爽快)"                                                               | 2:26                                                                                             |
| 16.                                                                                              | "Thrilling (スリリング)"                                                                                | 2:00                                                                                             |
| 17.                                                                                              | "Nigero! (逃げろ!)"                                                                                     | 1:51                                                                                             |
| 18.                                                                                              | "16 sai no Hisoka na Kunou (16才のひそかな苦悩)"                                                        | 1:46                                                                                             |
| 19.                                                                                              | "Original Drama #3 "Yuge no Mukou ga Hazukashii" (オリジナルドラマ #3 「湯気の向こうが恥ずかしい」)"    | 5:50                                                                                             |
| 20.                                                                                              | "Choppiri Sentimental (ちょぴりセンチメンタル)"                                                         | 0:45                                                                                             |
| 21.                                                                                              | "Kurayami no Naka Kara (暗闇の中から)"                                                                  | 1:24                                                                                             |
| 22.                                                                                              | "Chouyo Hanayo (蝶よ花よ)"                                                                              | 1:34                                                                                             |
| 23.                                                                                              | "Yoru no Hyouryuu (夜の漂流)"                                                                           | 2:05                                                                                             |
| 24.                                                                                              | "Ketsui no Tatakai (決意の戦い)"                                                                        | 1:48                                                                                             |
| 25.                                                                                              | "Soshite 2 nin wa... (そして2人はー)"                                                                   | 2:15                                                                                             |
| 26.                                                                                              | "Original Drama #4 "Asa mo wa Yokara Hazukashii" (オリジナルドラマ #4 「朝もはよから恥ずかしい」)"      | 7:12                                                                                             |
| 27.                                                                                              | "Egao de Happy End (笑顔でHappy End)"                                                                   | 1:52                                                                                             |
| 28.                                                                                              | "Mou Hitotsu no Birthday (TV size version) (もうひとつのバースデイ (TV size version))"                  | 1:35                                                                                             |
| Tổng thời lượng:                                                                                 | Tổng thời lượng:                                                                                        | 1:08:16                                                                                          |

| Vocal & Drama Album | Vocal & Drama Album                                                                                                  | Vocal & Drama Album |
| STT                 | Nhan đề | Thời lượng          |
| ------------------- | --- | ------------------- |
| 1.                  | "prologue" | 1:30                |
| 2.                  | "Tasogare Musou (黄昏夢想)"                                                                                          | 3:26                |
| 3.                  | "Original Drama ~Anjuhen~ "Geinokai wa Hazukasii" (オリジナルドラマ～杏樹編～ 「芸能界は恥ずかしい」)"               | 7:21                |
| 4.                  | "Akaimonzetsu ~Kore ga Watashi no Unmei desu ka?~ (赤い悶絶 ～これが私の運命ですか?～)"                              | 3:32                |
| 5.                  | "Original Drama ~Makihen~ "Renzoku Drama Akai Hanaji" (オリジナルドラマ～麻希編～ 「連続ドラマ 赤い鼻血」)"          | 7:41                |
| 6.                  | "Watashi wa Tatakau! Zoketsukamen (わたしは戦う!増血仮面)"                                                           | 2:36                |
| 7.                  | "Original Drama ~Karinhen~ "Henshin Shichatte Hazukashii" (オリジナルドラマ～果林編～ 「変身しちゃって恥ずかしい」)" | 7:22                |
| 8.                  | "epilogue" | 4:46                |
| Tổng thời lượng:    | Tổng thời lượng: | 38:14               |

## Đón nhận
Karin Zōketsuki đã đoạt giải Light Novel Award dành cho tiểu thuyết hàng năm của Kadokawa Shoten.